# Прибудич
Прибудич (хорв. Pribudić) — населений пункт у Хорватії, у Задарській жупанії у складі громади Грачаць.

## Населення
Населення за даними перепису 2011 року становило 5 осіб.
Динаміка чисельності населення поселення:

## Клімат
Середня річна температура становить 11,22 °C, середня максимальна – 25,28 °C, а середня мінімальна – -4,22 °C. Середня річна кількість опадів – 1024 мм.
| Клімат поселення                              | Клімат поселення | Клімат поселення | Клімат поселення | Клімат поселення | Клімат поселення | Клімат поселення | Клімат поселення | Клімат поселення | Клімат поселення | Клімат поселення | Клімат поселення | Клімат поселення | Клімат поселення |
| Показник                                      | Січ.             | Лют.             | Бер.             | Квіт.            | Трав.            | Черв.            | Лип.             | Серп.            | Вер.             | Жовт.            | Лист.            | Груд.            |                  |
| Середній максимум, °C                         | 8,54             | 9,31             | 12,50            | 16,34            | 21,04            | 24,74            | 25,20            | 25,28            | 20,96            | 16,47            | 11,26            | 8,12             |                  |
| Середня температура, °C                       | 2,16             | 2,94             | 6,13             | 9,96             | 14,65            | 18,37            | 20,73            | 20,81            | 16,48            | 12,01            | 6,79             | 3,67             |                  |
| Середній мінімум, °C                          | −4,22            | −3,44            | −0,27            | 3,60             | 8,28             | 12,00            | 16,26            | 16,35            | 12,02            | 7,54             | 2,33             | −0,81            |                  |
| Норма опадів, мм                              | 79               | 75               | 80               | 88               | 77               | 77               | 54               | 65               | 96               | 107              | 124              | 102              |                  |
| Середньомісячна швидкість вітру, м/с          | 1.68             | 1.88             | 2.14             | 2.14             | 1.94             | 1.70             | 1.69             | 1.56             | 1.61             | 1.68             | 1.87             | 1.88             |                  |
| Середньомісячна сонячна радіація, кДж/м²·день | 5097             | 7774             | 11411            | 15928            | 19805            | 22154            | 23952            | 20882            | 15477            | 10021            | 5515             | 4347             |                  |
| --------------------------------------------- | ---------------- | ---------------- | ---------------- | ---------------- | ---------------- | ---------------- | ---------------- | ---------------- | ---------------- | ---------------- | ---------------- | ---------------- | ---------------- |
| Джерело:                                      |                  |                  |                  |                  |                  |                  |                  |                  |                  |                  |                  |                  |                  |